# Богомазов, Дмитрий Михайлович
Дмитрий Михайлович Богома́зов (укр. Дмитро Михайлович Богомазов; настоящая фамилия — Чекулаев; род. 14 февраля 1964, Свердловск) — украинский театральный режиссёр и педагог. Главный режиссёр Национального академического драматического театра имени Ивана Франко с 2017 года, член Национального союза театральных деятелей Украины. Народный артист Украины (2019). Заслуженный деятель искусств Украины (2013).

## Биография
Учился в Киевском политехническом институте на факультете электронной техники. После второго курса — бросил, ощутив своё настоящее призвание.
Режиссёрский дебют состоялся в 1993 году — спектакль «Волшебница» — и был удостоен театральной премии «Киевская пектораль».
В 1995 году окончил Киевский государственный институт театрального искусства имени И. К. Карпенко-Карого, учился у Э. М. Митницкого.
Работает режиссёром в Театре на левом берегу Днепра. В октябре 2001 года основал и возглавил киевский театр «Вільна сцена», который в 2012 году объединился с Театром на левом берегу Днепра.
Входит в жюри театральных фестивалей. Является учредителем международного фестиваля «Театральная платформа».
В октябре 2017 года путём голосования специальной комиссии Дмитрий избирается на вакантную до тех пор должность главного режиссёра Национального академического драматического театра имени Ивана Франко.

## Творчество
Осуществил постановки более 20 спектаклей на Украине, в России, Польше, Франции.
Киевский Академический театр драмы и комедии на левом берегу Днепра
1. «Волшебница» по пьесе «Несчастная» И. Карпенко-Карого,
2. «Очередь» по пьесе А. Марданя,
3. 1997 — «Немного вина… или 70 оборотов» по новеллам Л. Пиранделло (спектакль был номинирован на Национальную премию им. Шевченко)
4. «Обманутая» по Т. Манну,
5. «Что угодно, или Двенадцатая ночь» У. Шекспира,
6. «Последний герой»,
7. «Филоктет-концерт» по Софоклу,
8. «Смерть Тарелкина» А. Сухово-Кобылина
9. «Фауст-фрагмент» по Гёте,
10. «Войцек. Карнавал плоти» Г. Бюхнера;
11. «Гости придут в полночь»
12. 2015 — «Пой, Лола, пой!» по пьесе Александра Чепалова по мотивами романа Генриха Манна «Учитель Гнус, или Конец одного тирана» и художественного фильма «Голубой ангел»

театр «Вільна сцена»
1. «Горло „Sanctus“» по Гофману
2. «Морфий» по Булгакову и Кандинскому[7]
3. «Роберто Зукко» Б.-М. Кольтеса
4. «Morituri te Salutantе» по новеллам В. Стефаныка
5. «Немного вина-2» по новеллам Л. Пиранделло,
6. «Крысолов» А. Грина,
7. «Женщина из прошлого» по пьесе Ролана Шиммельпфеннига

Одесский академический украинский музыкально-драматический театр им. В. Василько
1. «Гамлет» У. Шекспира — 21 марта 2013 г. состоялась одна из первых на Украине онлайн-трансляций театральных постановок[8]. 17 736 человек[9] посмотрели в этот день «Гамлета».
2. «Эдип» Софокла
3. «Что им Гекуба?» по пьесе «Шантрапа» П. Саксаганского,
4. «Счастье рядом» по пьесе «Украденное счастье» И. Франко — спектакль был номинирован на Национальную премию им. Шевченко (2003);

Черкасский академический областной музыкально-драматический театр имени Т. Шевченко
1. «Отелло» У. Шекспира

Национальный академический театр русской драмы имени Леси Украинки
1. «Сон в летнюю ночь» У. Шекспира

Национальный академический драматический театр имени Ивана Франко
1. 2013 — «Morituri te Salutantе» по новеллам В. Стефаника
2. 2015 — «Лес» А. Островского

2020 - "Украденное счастье" - автор Иван Франко

## Отзывы
В работах Богомазова всегда присутствует метафизический налет, некий нарочитый сюр, и любая ситуация в его изложении имеет бесконечное количество транскрипций.— Юлия Пятецкая

## Награды и признание
- 1993
  - Премия «Киевская пектораль» в номинации «Лучший дебют» (спектакль «Волшебница»).
  - Номинант премии «Киевская пектораль» в категориях «Лучший спектакль драматического театра» и «Лучшая режиссёрская работа» (спектакль «Волшебница»)
- 1996 — Номинант премии «Киевская пектораль» в категориях «Лучший спектакль драматического театра» и «Лучшая режиссёрская работа» (спектакль «Немного вина…… или 70 оборотов»)
- 1998 — Номинант премии «Киевская пектораль» в категории «Лучшая режиссёрская работа» (спектакль «Филоктет-концерт»)
- 2000 — Номинант премии «Киевская пектораль» в категориях «Лучший спектакль драматического театра» и «Лучшая режиссёрская работа» (спектакль «Смерть Тарелкина»)
- 2001 — Номинант премии «Киевская пектораль» в категории «Лучший спектакль драматического театра» (спектакль «Sanctus (Горло)»)
- 2004 — Номинант премии «Киевская пектораль» в категории «Лучшая режиссёрская работа» (спектакль «Роберто Зукко»)
- 2006
  - премия «Киевская пектораль» в номинации «Лучшая режиссёрская работа» (спектакль «Очередь», Киевский театр драмы и комедии на левом берегу)
  - Номинант премии «Киевская пектораль» в категории «Лучший спектакль драматического театра» (спектакль «Очередь»)
- 2007
  - премия «Киевская пектораль» в номинациях «Лучший спектакль камерной (малой) сцены» и «Лучшая режиссёрская работа» (спектакль «Женщина из прошлого», Театр «Свободная сцена»)
  - Номинант премии «Киевская пектораль» в категории «Лучший спектакль драматического театра» (спектакль «Последний герой»)
- 2008 — Номинант премии «Киевская пектораль» в категории «Лучшая режиссёрская работа» (спектакль «Сладких снов, Ричард»)
- 2010 — премия Одесского межобласного отделения Национального Союза театральных деятелей Украины им. Народных артистов Украины Лии Буговой и Ивана Твердохлеба за спектакль «Гамлет» (Одесский академический украинский музыкально-драматический театр им. В. Василько)
- 2012 — Номинант премии «Киевская пектораль» в категории «Лучший спектакль драматического театра» (спектакль «Войцек. Карнавал плоти»)
- 2013 — Заслуженный деятель искусств Украины
- 2013 — Национальная премия Украины имени Тараса Шевченко — за спектакли «Гамлет» (Одесский академический украинский музыкально-драматический театр им. В. Василько), «Гости придут в полночь» (Киевский Академический театр драмы и комедии на левом берегу Днепра) и «Крысолов» (Киевский театр «Свободная сцена»)[11]
- 2013 — Лауреат премии «Киевская пектораль» в номинациях «Лучший спектакль драматического театра», «Лучшая режиссёрская работа» (спектакль «Morituri te salutant», Театр им. И.Франко)
- 2014 — По мнению украинских театральных журналистов (еженедельник «Зеркало недели»), вошел в ТОП-10 самых влиятельных украинских театральных режиссёров[12]
- 2014 — Лауреат премии «Киевская пектораль» в номинации «Лучший спектакль драматического театра» (спектакль «Веселье сердечное, или Кепка с карасями»)
- 2015
  - премия «Киевская пектораль» в номинации «Лучший спектакль музыкального театра» (спектакль «Пой, Лола, пой!», Театр драмы и комедии)
  - Номинант премии «Киевская пектораль» в категории «Лучший спектакль драматического театра» (спектакль «Лес»)
- 2019 — Народный артист Украины
- премия «Эксперимент»
- премия имени Марьяна Крушельницкого